# Campionati asiatici di sollevamento pesi 1964
I Campionati asiatici di sollevamento pesi 1964, 2ª edizione della manifestazione, si svolsero a Tokyo, in Giappone, alla Shibuya Kōkaidō, dall'11 al 18 ottobre 1964; la gara olimpica e mondiale venne considerata valida anche come campionato asiatico e furono classificati i tre atleti del continente col miglior piazzamento.

## Titoli in palio
| Categoria            | Eventi         | Atleti |
| -------------------- | -------------- | ------ |
| Pesi gallo           | Fino a 56 kg   | 13     |
| Pesi piuma           | Fino a 60 kg   | 8      |
| Pesi leggeri         | Fino a 67.5 kg | 8      |
| Pesi medi            | Fino a 75 kg   | 8      |
| Pesi massimi leggeri | Fino a 82.5 kg | 5      |
| Pesi mediomassimi    | Fino a 90 kg   | 3      |
| Pesi massimi         | Oltre i 90 kg  | 5      |

## Nazioni partecipanti
Ai campionati parteciparono 50 atleti rappresentanti di 11 nazioni. Sei di queste entrarono nel medagliere. Tra parentesi i partecipanti per nazione.
- Birmania (3)
- Corea del Sud (7)
- Filippine (1)
- Giappone (7)
- India (2)
- Iran (5)
- Iraq (7)
- Malaysia (6)
- Pakistan (1)
- Taiwan (7)
- Thailandia (4)

## Risultati
| Evento      | Oro              | Oro   | Argento              | Argento | Bronzo           | Bronzo |
| ----------- | ---------------- | ----- | -------------------- | ------- | ---------------- | ------ |
| 56 kg       | Shirō Ichinoseki | 347,5 | Yang Mu-Sin          | 340,0   | Yukio Furuyama   | 335,0  |
| 60 kg       | Yoshinobu Miyake | 397,5 | Hiroshi Fukuda       | 375,0   | Kim Hae-Nam      | 367,5  |
| 67,5 kg     | Hiroshi Yamazaki | 397,5 | Parviz Jalayer       | 395,0   | Mahmoud Rashid   | 367,5  |
| 75 kg       | Masashi Ōuchi    | 437,5 | Lee Jong-Seop        | 432,5   | Sadahiro Miwa    | 422,5  |
| 82,5 kg     | Lee Hyeong-U     | 452,5 | Reza Estaki          | 420,0   | Artemio Rocamora | 390,0  |
| 90 kg       | Cheng Sheng-Teh  | 430,0 | Mahmoud Shakir       | 382,5   | non assegnata    | –      |
| Oltre 90 kg | Hwang Ho-Dong    | 482,5 | Manouchehr Boroumand | 465,0   | Oun Yao-Ling     | 460,0  |

## Medagliere
| Posiz. | Nazione       | Oro | Argento | Bronzo | Totale |
| ------ | ------------- | --- | ------- | ------ | ------ |
| 1      | Giappone      | 4   | 1       | 2      | 7      |
| 2      | Corea del Sud | 2   | 2       | 1      | 5      |
| 3      | Taiwan        | 1   | 0       | 1      | 2      |
| 4      | Iran          | 0   | 3       | 0      | 3      |
| 5      | Iraq          | 0   | 1       | 1      | 2      |
| 6      | Filippine     | 0   | 0       | 1      | 1      |
| Totale | Totale        | 7   | 7       | 6      | 20     |

## Classifica a squadre
Il sistema di punteggio è basato sui punti distribuiti per l'esercizio totale in base allo schema adottato nel 1958:
| Pos. | Squadra       | Punti |
| ---- | ------------- | ----- |
| 1    | Giappone      | 41    |
| 2    | Corea del Sud | 31    |
| 3    | Iraq          | 21    |
| 4    | Iran          | 17    |
| 5    | Taiwan        | 15    |
| 6    | Malaysia      | 5     |
| 7    | Filippine     | 4     |
| 8    | India         | 3     |
| 9    | Birmania      | 2     |
| 10   | Thailandia    | 1     |